# Pleurothallis gracilis
Pleurothallis gracilis là một loài lan đặc hữu của Brasil (Minas Gerais).